# 中国第一水工试验所
中国第一水工试验所，是中国第一个现代水利科研机构。

## 历史沿革

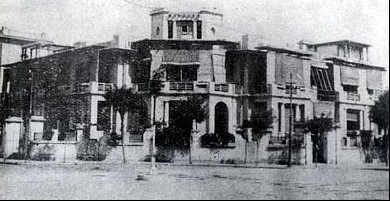
华北水利委员会旧照

1928年9月26日，华北水利委员会成立时，在第一次委员会上，李仪祉、李书田共同提议建立河工试验场，但因经费问题而失败。1929年3月2日，河北省立工业专门学校致函华北水利委员会，表示愿合作建设河工试验场，但未能得回应。